# Conferencia de las Naciones Unidas sobre el Cambio Climático de 2024
La Conferencia de las Naciones Unidas sobre el Cambio Climático de 2024, también llamada COP29, es la 29.ª conferencia de las Naciones Unidas sobre el Cambio Climático, desarrollada entre el 11 y el 22 de noviembre de 2024, en la ciudad de Bakú, capital de Azerbaiyán. El lugar de la Cumbre fue anunciado por la ONU del 11 de diciembre de 2023.
La decisión sobre quién acogería la COP29 se había retrasado después de que Rusia prometiese vetar cualquier candidatura de un país de la Unión Europea, en repuesta a las sanciones a Moscú por su invasión de Ucrania.
Azerbaiyán ha obtenido el apoyo de Rusia y de otros países de Europa del Este, después de meses de estancamiento, en los que además se ha necesitado alcanzar un acuerdo con la vecina y adversaria Armenia, que finalmente se comprometió a no vetar la cumbre. Armenia y Azerbaiyán se disputaban la organización de la COP29, pero Ereván declinó su candidatura en beneficio de Bakú. 

## Objetivo
El tema principal de la COP 29 es la financiación de las pérdidas por el cambio climático y acciones claves como la transición energética, las cuales en su gran mayoría están siendo asumidas por los países más vulnerables.
La cifra contemplada es de mil millones de dólares estadounidenses anuales para financiar la acción climática con garantías de transparencia y objetivos separados para la mitigación, la adaptación y los daños y pérdidas.

## Antecedentes
En 2009, en Copenhague, los países más desarrollados prometieron 100.000 millones de dólares estadounidenses anuales, compromiso que fue reiterado en París en 2015 y que fue alcanzado únicamente hasta 2022, según un reporte de la OECD. En general, los países más desarrollados y que históricamente han generado más emisiones de CO2 no han cumplido en tiempo y forma con sus responsabilidades financieras frente al daño  y deterioro ambiental que han causado. Países como China y Emiratos Árabes Unidos y otros, considerados como los nuevos contaminantes no hacen parte del Anexo 1 de los países que tienen una deuda histórica respecto a sus emisiones de CO2, aspecto que hace parte del debate y la adjudicación de responsabilidades en las metas cuantificablespero quienes han rechazado cualquier tipo de acuerdo vinculante.
Respecto a los USD100.000 millones ya desplegados hasta 2022, existe una controversia significativa y es que dos tercios de esta suma fueron asumidos como deuda por parte de los países receptores.
El año 2024, se proyecta como el año más caluroso en el registro histórico de la temperatura del planeta, donde las temperaturas medias globales han sido 0,71 °Celsius superiores a la media del período 1991-2020 y que por primera vez, ha superado los 1,5 °C de calentamiento global respecto a la época preindustrial (1850-1900), límite que se acordó no sobrepasar en el Acuerdo de París en 2015, aspecto que no es sostenido en el tiempo, pero si ilustra la tendencia global de calentamiento.

### Negociaciones previas a la COP29
En la Conferencia sobre Cambio Climático de Bonn, celebrada en junio de 2024, se avanzó en el Nuevo Objetivo Colectivo Cuantificado (NCQG) y en los indicadores de adaptación para la COP29. Sin embargo, se lograron avances limitados en relación con el Artículo 6 del Acuerdo de París, y quedaron sin resolver cuestiones relacionadas con los sistemas de créditos de carbono y la evitación de emisiones. Se sentaron las bases para la implementación del Artículo 6, y el negociador principal de la COP29, Yalchin Rafiyev, destacó su importancia para las próximas negociaciones en Bakú. El Secretario Ejecutivo de la ONU sobre Cambio Climático, Simon Stiell, destacó la necesidad de seguir trabajando para abordar estas cuestiones antes de la COP29.
En julio de 2024, Azerbaiyán presentó en Bakú el Fondo de Acción para el Financiamiento del Clima (CFAF), que busca contribuciones anuales de 1.000 millones de dólares de países y empresas productoras de combustibles fósiles. El fondo invertirá en energía renovable y apoyará proyectos climáticos en países en desarrollo, y la mitad de sus recursos se destinarán a cumplir las contribuciones determinadas a nivel nacional (NDC) de los miembros para el objetivo de 1,5 grados Celsius. El veinte por ciento de los ingresos se destinará a un Fondo de Financiamiento de Respuesta Rápida (2R2F) para apoyo en casos de desastre. Las ganancias se reinvertirán, excluyendo la toma de beneficios por parte de inversores privados o gobiernos.
Los días 10 y 11 de octubre, Azerbaiyán acogió la reunión anual previa a la COP para iniciar los debates antes de la COP29. La conferencia se inauguró con la participación del Presidente designado de la COP29, Mukhtar Babayev, el presidente de la COP28, Sultan Al Jaber, y la Secretaria General Adjunta de las Naciones Unidas, Amina J. Mohammed, y tuvo como tema "Fortalecer las ambiciones y garantizar la acción". Entre las prioridades estaban la fijación de un nuevo objetivo de financiación climática que sustituyera al anterior de 100.000 millones de dólares, la activación plena del fondo de pérdidas y daños y el apoyo a las comunidades vulnerables. Los debates también incluyeron la actualización de las Contribuciones Determinadas a Nivel Nacional (NDC) de los países y la finalización de las directrices para los mercados de carbono en virtud del Artículo 6. Los líderes enfatizaron la necesidad de limitar el calentamiento global a 1,5 °C, ya que los datos actuales del Programa de las Naciones Unidas para el Medio Ambiente sugieren que los compromisos climáticos existentes pueden permitir un aumento de 2,9 °C.
Los diplomáticos de la UE criticaron a Azerbaiyán por no incluir la eliminación progresiva de los combustibles fósiles en la agenda de la conferencia, y por hablar únicamente de mitigación. En octubre de 2024, el ministro de Asuntos Exteriores de Papúa Nueva Guinea, Justin Tkatchenko, anunció que su país boicotearía la cumbre, calificándola de "pérdida total de tiempo" y de las cumbres COP anteriores.

## Recepción
Los países latinoamericanos hacen parte de grupos negociadores que abogan por más recursos para la acción climática. Desde el G77 más China, se propone un Nuevo Objetivo Cuantificado Colectivo (NCQG, por sus siglas en inglés) de 1,3 billones discriminados por rubros y en calidad de subvenciones. Desde la Asociación Independiente de América Latina y el Caribe (AILAC), se propone que en el acuerdo quede estipulado un porcentaje estipulado para la región, mientras que los países insulares agrupados en la Alianza de Pequeños Estados Insulares (AOSIS) declaran que requieren una cifra de por lo menos 39.000 millones de dólares al año para enfrentar la crisis climática.
A mediados de la primera semana de la COP29, el gobierno negacionista de la Argentina retiró su delegación.

## Agenda

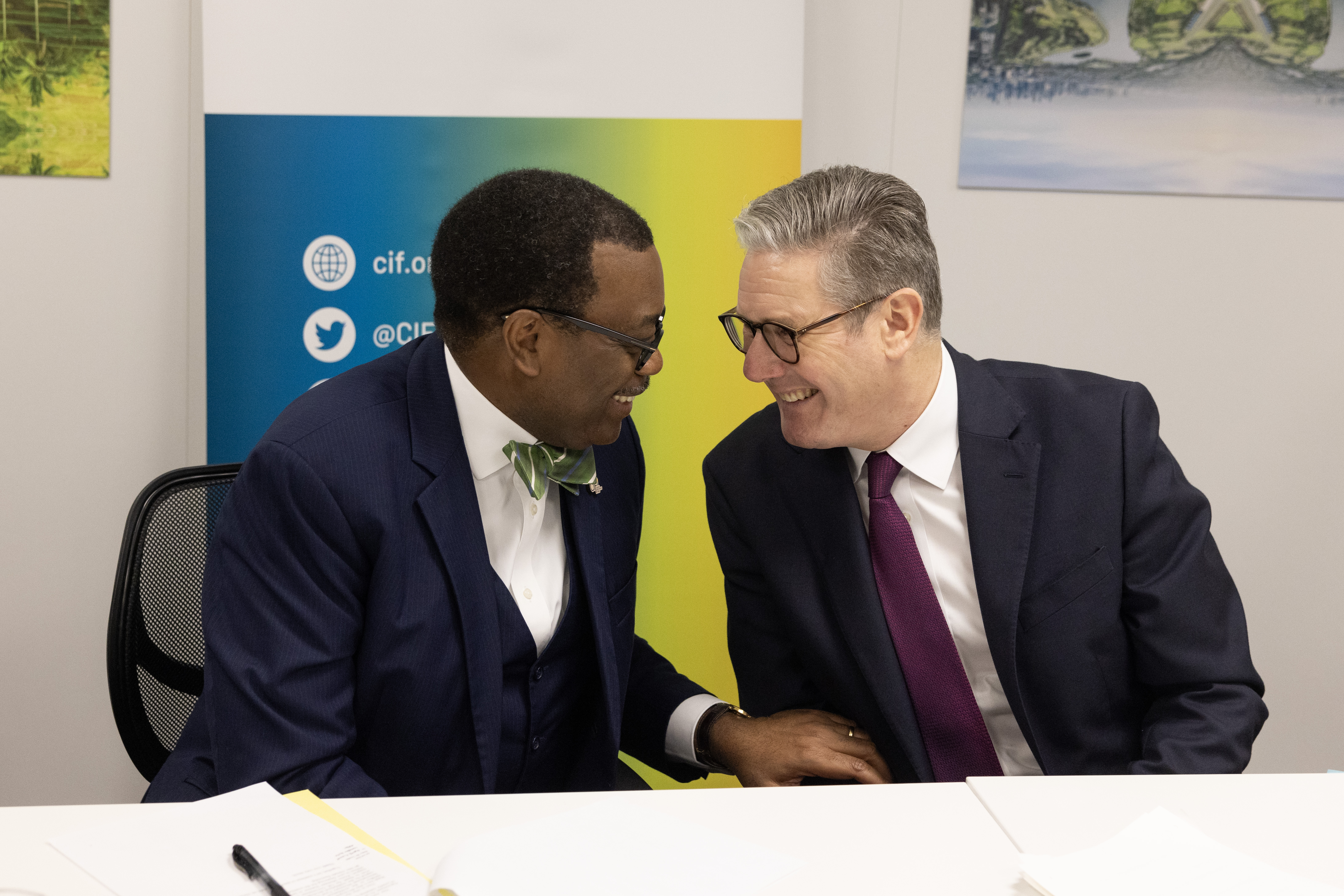
Akinwumi Adesina, director del Banco Africano de Desarrollo, conversa con el primer ministro británico, Keir Starmer, durante la COP29.

Se espera que en la COP29 el financiamiento climático sea un tema central, enfocándose en aumentar los recursos para que los países en desarrollo puedan abordar los impactos climáticos y realizar la transición hacia economías con bajas emisiones de carbono. Un tema clave de la agenda es la negociación del Nuevo Objetivo Colectivo Cuantificado (NCQG) sobre financiación climática, que establecerá una nueva meta financiera para apoyar a los países en desarrollo después de 2025, basándose en el compromiso anual anterior de 100 mil millones de dólares, que no se cumplió.
Las negociaciones del NCQG tienen como objetivo abordar las brechas persistentes en el financiamiento climático proporcionando un marco financiero más ambicioso y realista. Los debates cubrirán el espectro de las finanzas, el equilibrio entre el financiamiento para lmitigación, la adaptación y las pérdidas y daños, así como qué países deberían contribuir y qué instrumentos financieros deberían utilizarse.
La puesta en funcionamiento del Fondo para Pérdidas y Daños, creado en la COP27, sigue siendo una prioridad. Este mecanismo tiene como objetivo proporcionar asistencia financiera a las naciones afectadas desproporcionadamente por el cambio climático. También se hará hincapié en mejorar la transparencia en los flujos de financiación climática para garantizar la rendición de cuentas y generar confianza entre los países, en particular porque las promesas anteriores no se han cumplido en su totalidad.
Reconociendo la necesidad de establecer objetivos más ambiciosos, la COP29 explorará nuevos mecanismos financieros para superar la meta anual de 100 mil millones de dólares establecida en 2009. Las soluciones propuestas incluyen financiación combinada, que combina inversiones públicas y privadas para ampliar el financiamiento para iniciativas climáticas, y canjes de deuda por naturaleza, que permiten a los países reasignar los pagos de la deuda hacia proyectos ambientales y climáticos. Estos enfoques tienen como objetivo proporcionar vías de financiación innovadoras que respalden la resiliencia climática sin aumentar las cargas financieras de los países vulnerables.
También se espera que la participación del sector privado y los bancos multilaterales de desarrollo desempeñen un papel decisivo a la hora de alcanzar estos objetivos financieros ampliados. La COP29 tiene como objetivo fomentar asociaciones que aprovechen el capital privado para el desarrollo sostenible, centrándose en proyectos escalables que puedan acelerar los esfuerzos de adaptación y mitigación del clima a nivel mundial. Estas asociaciones se consideran claves para lograr una transición justa, garantizando que los recursos financieros lleguen a quienes más los necesitan y apoyando al mismo tiempo la estabilidad económica a largo plazo.

## Resultados de la conferencia
El 21 de noviembre de 2024 se publicó el texto borrador del acuerdo alcanzado durante la COP 29. La conferencia se caracterizó por la ausencia de múltiples líderes mundiales, varios de ellos, asistieron a la reunión del G20 en Brasil y no cumplió con las expectativas que se tenían de este encuentro. En el texto del acuerdo quedó consignada la suma objetivo de 300.000 millones de dólares anuales en financiación climática para 2035, suma que varios asistentes consideran insuficiente, insignificante e inaceptable y que desdibuja la responsabilidad de los países que históricamente han emitido mayores cantidades de gases de efecto invernadero, porque incluye como fuentes de financiación fondos privados, bilaterales y multilaterales,y no alcanza para solventar los costos en los que se incurrirá en los próximos años. Estos aspectos fueron determinantes para que algunos países insulares y de Latinoamérica agrupados en alianzas como AOSIS y LDC abandonaran las mesas de negociación al percibir que sus demandas no estaban siendo atendidas, ni sus propuestas escuchadas. Esta cifra no contempla las necesidades ni la crisis específica que están enfrentando en el ártico.
Entre los resultados están:
- Aunque la cifra alcanzada no era la esperada por parte de los países que están enfrentando múltiples crisis por eventos climáticos, se acordó crear una hoja de ruta para alcanzar los 1.3 billones anuales [28]
- Respecto a los mercados de carbono, los países aprobaron los artículos 6.2 y 6.4 del Acuerdo de París, donde se abordan el comercio entre países y la creación de estándares para un mercado de carbono centralizado bajo las Naciones Unidas.[35] Aunque no se consideran las repercusiones para quienes no cumplan con estos estándares se evidenció la necesidad de transparencia en los mercados de carbono.[36]

Aspectos como la disminución del uso de combustibles fósiles, los avances en el programa de trabajo de mitigación (MWP por sus siglas en inglés, el fondo de adaptación, el fondo de pérdidas y daños fueron atenuados y/o pospuestos para la reunión en Alemania en junio de 2025 y la COP 30 en Belém do Pará, Brasil.
Respecto al programa de trabajo en transiciones justas, no se alcanzó ningún acuerdo y la COP 29 finalizó sin resultados.